# Woyditten
Woyditten war ein Ort im Kreis Heiligenbeil in Ostpreußen. Seine Ortsstelle befindet sich heute im Munizipalkreis Rajon Bagrationowsk (Stadtkreis Preußisch Eylau) in der Oblast Kaliningrad (Gebiet Königsberg (Preußen)) der Russischen Föderation.

## Geographische Lage
Woyditten liegt zwei Kilometer nördlich der Staatsgrenze zwischen Russland und Polen im südlichen Westen der Oblast Kaliningrad, 22 Kilometer östlich der ehemaligen Kreisstadt Heiligenbeil (russisch Mamonowo) bzw. 24 Kilometer westlich der heutigen Rajonshauptstadt Bagrationowsk (deutsch Preußisch Eylau).

## Geschichte
Im Jahre 1406 wurde Woyditen erstmals urkundlich erwähnt und danach Wundithen, nach 1427 Waydithen, nach 1437 Woditten, nach 1473 Woditken, nach 1620 Woyditcken, nach 1704 Woiditken und nach 1820 Woyditten genannt. Als Vorwerk war der Ort ein Wohnplatz des Gutsbezirks Jäcknitz (russisch Usornoje), der 1928 in eine Landgemeinde gleichen Namens umgewandelt wurde.
Als 1945 in Kriegsfolge das gesamte nördliche Ostpreußen an die Sowjetunion fiel, war auch Woyditten davon betroffen. Seine unmittelbare Grenzlage dürfte eine Besiedlung des Ortes verhindert haben, es fehlt eine russische Namensgebung, und auch über eine Zuordnung Woydittens zu einem Dorfsowjet ist nichts bekannt. So war der Ort wohl schon in den 1950er Jahren verwaist. Er gilt offiziell als untergangegen.

## Religion
Die Bevölkerung Woydittens war vor 1945 fast ausnahmslos evangelischer Konfession. Der Ort gehörte zur Kirche Zinten (russisch Kornewo) in der Kirchenprovinz Ostpreußen der Kirche der Altpreußischen Union.

## Verkehr
Die zum Teil noch erkennbare Ortsstelle Woydittens liegt an einer Straße, die von Kornewo (Zinten) über die untergegangenen Orte Usornoje (Jäcknitz) sowie Rosen bis zur Wüstung Stolzenberg an der russisch-polnischen Grenze verläuft. Hinter Usornoje führt ein abzweigender Landweg zur Stelle Woyditten.
Die Stadt Zinten war bis 1945 die nächste Bahnstation. Sie lag an drei heute nicht mehr existierenden ostpreußischen Bahnlinien.